# St. Mary of the Woods (Indiana)
St. Mary of the Woods es un lugar designado por el censo ubicado en el condado de Vigo en el estado estadounidense de Indiana. En el Censo de 2010 tenía una población de 797 habitantes y una densidad poblacional de 237,44 personas por km².

## Geografía
St. Mary of the Woods se encuentra ubicado en las coordenadas 39°30′53″N 87°27′35″O / 39.51472, -87.45972. Según la Oficina del Censo de los Estados Unidos, St. Mary of the Woods tiene una superficie total de 3.36 km², de la cual 3.31 km² corresponden a tierra firme y (1.47%) 0.05 km² es agua.

## Demografía
Según el censo de 2010, había 797 personas residiendo en St. Mary of the Woods. La densidad de población era de 237,44 hab./km². De los 797 habitantes, St. Mary of the Woods estaba compuesto por el 94.6% blancos, el 1.38% eran afroamericanos, el 0.25% eran amerindios, el 2.63% eran asiáticos, el 0% eran isleños del Pacífico, el 0.38% eran de otras razas y el 0.75% pertenecían a dos o más razas. Del total de la población el 1.38% eran hispanos o latinos de cualquier raza.